# Francisco Pinto Bandeira
Francisco Pinto Bandeira (Laguna, 1701 — Rio Pardo, 15 de junho de 1771) foi um tropeiro e militar brasileiro, importante na consolidação do Rio Grande do Sul como território português no século XVIII.

## Biografia
A família Pinto Bandeira é originária do Valongo, no Porto, em Portugal. Chegou ao Brasil com José Pinto Bandeira, que se estabeleceu em Laguna, fundada em 1684, dedicando-se à criação de gado. Ali desposou Catarina de Brito, neta de Domingos de Brito Peixoto, com quem teve cinco filhos: Bernardo, nascido em 1700; Francisco, nascido em 1701, que seria pai de Rafael Pinto Bandeira; Manuel; Salvador; e José. De sua segunda esposa, Inocência Ramires, indígena Carijó natural de Paranaguá, nasceriam ainda: Raimundo Pinto Bandeira; Maximiano Pinto Bandeira; e José Pinto Ramires.
Desde 1725 a percorrer a região sul em busca de gado com seu pai, acompanhou-o na sua descida para o sul, rumo à barra de Rio Grande de São Pedro, nas forças de Cristóvão Pereira de Abreu, a fim de fundar, por determinação do brigadeiro José da Silva Pais um novo núcleo povoador em torno do Forte Jesus, Maria, José de Rio Grande.
Quando Silva Pais organizou o Regimento de Dragões do Rio Grande, em 1738, incorporou-se a ele no posto de alferes do 1º Corpo. Desposou Clara Maria de Oliveira, nesse mesmo ano, na capela de Rio Grande, junto ao forte. Em 16 de novembro de 1740 nasceu o primogênito do casal - Rafael - baptizado no dia seguinte, na mesma capela em que os pais se casaram.
Com a fundação do Forte Jesus, Maria, José do Rio Pardo, por Gomes Freire de Andrade em 1754, uma parte dos Dragões do Rio Grande para lá seguiu, vindo a constituir o Corpo de Dragões do Rio Pardo, no qual se incorporaram ele e seu filho, Rafael, apesar de tenra idade.
Participou da Guerra Guaranítica e defendeu Rio Pardo por duas vezes da invasão espanhola.